# Womersleya (animal)
Cet article concerne le genre de Collemboles. Pour le genre d’algues rouges, voir Womersleya (algue).
Genre
Womersleya est un genre de collemboles de la famille des Neanuridae.

## Distribution
Les espèces de ce genre se rencontrent en Asie.

## Liste des espèces
Selon Checklist of the Collembola of the World (version du 17 octobre 2019) :
- Womersleya formosana Lee & Kim, 1990
- Womersleya marhia Baijal, 1958
- Womersleya vicina (Denis, 1934)

## Publication originale
- Denis, 1948 : Collemboles d'Indochine récoltes de M. C. Dawydoff. Notes d'Entomologie chinoise Shanghai, vol. 12, p. 183-311.